# Ana Paula Araújo Brito
Ana Paula Araújo Brito (Ribeirão Preto, 27 de novembro de 1991) é uma atleta brasileira da modalidade do Jogo de Damas na variante brasileira. A damista tem o maior número de títulos nacionais de Jogo de Damas de 64 casas, conquistando quatro títulos no Campeonato Brasileiro Feminino, na categoria absoluta, nos anos de 2007, 2008, 2009 e 2010, sendo tetracampeã.. Conquistou o título de campeã no Campeonato Mundial de 64 casas de cadetes, até 16 anos, na categoria Rápida.

## Biografia
Estudou o primeiro ano do Ensino Médio na escola Dom Romeu Alberti, em Ribeirão Preto. Na adolescência, conciliava o estudo básico com a carreira de jogadora de damas.. Ana Paula praticava Damas com seu pai e irmãos, desenvolvendo-se na modalidade.

## Carreira
Começou a jogar damas aos 12 anos de idade, sendo incentivada pelo pai, Edmundo Brito, que foi seu treinador na modalidade. Participou de eventos nacionais, de forma individual, conquistando 4 títulos do Campeonato Brasileiro Feminino de 64 casas, realizado pela Confederação Brasileira de Damas (CBD), e integrou a equipe de Damas mista da cidade de Ribeirão Preto, sendo campeã dos Jogos Regionais do interior de São Paulo, em 2006.
Em 2007, participou do Campeonato Mundial de 64 casas, organizado pela International Draughts Federation, realizado em Saarbrücken, na Alemanha, no qual obteve o título de campeã mundial de cadetes, até 16 anos, na categoria Rápida. Representou o Brasil na Copa Mundial Feminina de Jogo de Damas, realizada em Campinas, em São Paulo.. Ana Paula foi contemplada pelo Programa Bolsa Atleta do Governo Federal, sendo beneficiada com uma bolsa internacional.

### Títulos

#### Nacionais
- Campeã do 3º Campeonato Brasileiro Feminino de 64 casas, 2007, Águas de Lindóia (SP);[1]
- Campeã do 4º Campeonato Brasileiro Feminino de 64 casas, 2008, São Caetano do Sul (SP);[1]
- Campeã do 5º Campeonato Brasileiro Feminino de 64 casas, 2009, Jaú (SP);[1]
- Campeã do 6º Campeonato Brasileiro Feminino de 64 casas, 2010, Ribeirão Preto (SP).[1]

#### Internacionais
- Campeã do Campeonato Mundial de 64 casas, categoria rápida, 2007, Saarbrücken.[2]

## Homenagens
Recebeu moção de boa sorte na Câmara Municipal de Ribeirão Preto, em 2011, por sua participação na Copa Mundial Feminina de Jogo de Damas, em Campinas (SP), na qual representou o Brasil.